# Mulatu Astatke
Mulatu Astatke (* 19. prosince 1943) je etiopský hudebník, hráč na konga a vibrafon, považovaný za tvůrce „ethio jazzu“.
Narodil se ve městě Jimma do amharské křesťanské rodiny. Koncem 50. let jej rodina poslala studovat inženýrství do Spojeného království, on však záhy studií zanechal a začal studovat hudbu, titul nakonec získal na londýnské Trinity College of Music. V 60. letech odešel do USA a studoval na Berklee College of Music. V roce 1966 vydal svá první alba a koncem dekády se vrátil do rodné země. Roku 1972 nahrál v New Yorku album Mulatu of Ethiopia, řadu alb později vydal i ve své rodné zemi. V roce 1973 doprovázel Duka Ellingtona při jeho etiopském a zambijském turné. Hrál také s kapelami The Heliocentrics a Black Jesus Experience.
Několik jeho skladeb bylo použito ve filmu Zlomené květiny (2005).